# 裴贊洙
裴贊洙（Bae Chan-soo，1998年3月14日—），生於南韓，南韓足球運動員，司職前鋒，現時自由身。

## 球員生涯
2018年夏天，裴贊洙加盟港超聯球會凱景。
註冊後，他在10月7日以0–5不敵富力R&F的聯賽首度為凱景上陣。
11月4日，他在1–8大敗於傑志的聯賽射入加盟後的首個入球。

## 外部連結
- Bae Chan-soo
- Bae Chan-soo （页面存档备份，存于）